# Аскери, Полина Олеговна
Поли́на Оле́говна Аскери (род. 12 июля 1985, Москва) — российская галерист, журналист и топ-модель.

## Биография
Родилась 12 июля 1985 в Москве. Её отец наполовину перс, а дедушка принадлежал к древнему иранскому роду.
Отец — Аскери Олег Аркадьевич по образованию военный переводчик, выпускник Оксфорда, соучредитель и руководитель Института профессиональных управляющих. Мать Аскери Наталья Григорьевна имеет три высших образования, домохозяйка. Сестра Ангелина Аскери занимается дизайном интерьеров, в 2007 году основала компанию «Angelina Askeri Interiors».
Полина провела детство в военных городках между Монголией и Китаем. Закончила Московский государственный университет печати по специальности реклама и маркетинг.
Получила второе высшее образование, окончив Театральный институт имени Бориса Щукина. Закончила актёрские курсы «Doors to Hollywood». Прошла тренинг голливудских коучеров Ivana Chubbuck и Ned Bellamy.

## Карьера
Полина Аскери начала карьеру в журналистике в 13 лет, опубликовав статью в журнале «Башня». Позже сотрудничала с журналами «Неон», «Молоток», «Огонёк», а также писала для газет «Коммерсант» и «Ведомости».
В 15 лет работала пиар-менеджером в компании продюсера Юрия Айзеншписа, занимаясь продвижением певицы Саши. В 18 лет возглавила пиар-службу кинокомпании РОСПОфильм, участвовала в продвижении российских фильмов «Мужской сезон: Бархатная революция», «Сматывай удочки» и «Вий».
В этот период сотрудничала с российскими и зарубежными актёрами, включая Алексея Кравченко, Владимира Турчинского, Джеки Чана и других.
С 2007 года начала карьеру модели и сотрудничала с брендами Dior, Roberto Cavalli, L’Oreal. В 2007 году была признана одной из успешных российских коммерческих моделей по версии Fashion TV. Её фотографии публиковались в изданиях Harper’s Bazaar, L’Officiel, Magazine Avantages.
В 2008 году вела программу «Полина Аскери Лайф» на Russia.ru. В том же году переехала в Париж, где за 3,5 года сотрудничала с международными брендами, включая Levi’s, Head & Shoulders, L'Oreal, Cote d'Or.
В 2012 году создала проект SNC Pride Club, в рамках которого прошёл арт-проект с Айдан Салаховой.
Работала директором по спецпроектам в ARTCOM Media, курировала издания SNC, L’Officiel, Numero. С 2014 по 2016 год была главным редактором Love2Beauty.Ru, где брала интервью у Карима Рашида, Гайи Труссарди, Барбары Буи и Алены Ахмадуллиной.
Полина Аскери — активный спикер и автор курса «Как полюбить современное искусство». Выступала на ПМЭФ, читает лекции в МГИМО, ВШЭ, Международной школе дизайна.
В 2015 году запустила онлайн-маркетплейс Art Online 24, где представлены более 300 авторов.
В 2016 году открыла ASKERI GALLERY — галерею современного искусства, которая сотрудничает с художниками из России и других стран.
В 2019 году представила в России южнокорейского художника Кван Йонг Чана, а в 2022 году стала куратором его выставки «Aggregations/Объединения» в ММОМА.
В 2023 году совместно с сестрой Ангелиной открыла ASKERI CLUB на Патриарших прудах — мультикультурное пространство, объединяющее искусство, моду и бизнес.
В 2024 году открыла шоурум ASK FASHION CLUB для поддержки молодых дизайнеров.
В 2023 и 2024 годах выступала куратором фестивалей современного искусства «Между прошлым и будущим» и «Перезагрузка 2.0» в Зарайске. Проект был номинирован на Национальную премию в сфере креативных индустрий.

## Внешние ссылки
- Официальный сайт Полины Аскери и галереи Askeri Gallery
- Канал Полины Аскери на YouTube
- Совместный арт-проект Полины Аскери и Айдан Салаховой на SNC Media
- Полина Аскери на IMDb
- Полина Аскери на Facebook
- Полина Аскери в Instagram

## Архивные источники
- Архивированное интервью Полины Аскери для Wecherom.Ru (2 мая 2014)
- Полина Аскери на сайте «Сноб» (архив) (6 марта 2021)
- Дарья Михайлова. Девушка недели: владелица галереи Askeri Gallery Полина Аскери. PeopleTalk.ru. (Архив от 16 октября 2021)